# Raimon d’Anjou
Raimon d'Anjou est un troubadour de langue d'oc du XIIIe siècle originaire d’Anjou (actuel département de l'Isère). Il est l'auteur de six ensenhamens, dont Francesco da Barberino a permis de connaitre les titres et des extraits,.